# UFC 198
UFC 198: Werdum vs. Miocic è stato un evento di arti marziali miste tenuto dalla Ultimate Fighting Championship svolto il 14 maggio 2016 all'Arena da Baixada di Curitiba, Brasile.

## Retroscena
Questo evento doveva inizialmente essere un Fight Night con main event l'incontro di pesi medi tra l'ex campione dei pesi mediomassimi UFC Vítor Belfort e l'ex campione dei pesi medi Strikeforce Ronaldo Souza. Tuttavia, fu annunciato che il nome dell'evento divenne UFC 198 a causa di una serie di avvenimenti, del gennaio 2016, che portarono a far diventare UFC 196 un evento Fight Night.
Il 4 marzo, venne annunciato il cambiamento dell'evento in PPV, con l'incontro principale valido per il titolo dei pesi massimi UFC tra il campione Fabrício Werdum e Stipe Miočić. Questo incontro doveva svolgersi ad UFC 196, quando l'ex campione Cain Velasquez rinunciò al match per il titolo a causa di un infortunio; infatti Miocic doveva prendere il suo posto e affrontare Werdum. Quest'ultimo, però, annunciò di non poter difendere il titolo per infortunio.
Questo è stato il primo evento organizzato dalla UFC a Curitiba, ed il quarto ad essere organizzato in uno stadio, dopo UFC 129 al Rogers Centre in Canada, UFC on Fox: Gustafsson vs. Johnson al Tele2 Arena in Svezia e UFC 193 all'Etihad Stadium in Australia.
L'incontro di pesi leggeri tra Evan Dunham e il vincitore della seconda stagione del reality show brasiliano The Ultimate Fighter Leonardo Santos, doveva svolgersi per questo evento, ma a causa di un infortunio da parte di Dunham l'incontro venne spostato a UFC 199.
L'evento vedrà il debutto, annunciato da parecchio tempo, dell'ex campionessa dei pesi piuma Strikeforce e dell'attuale campionessa dei pesi piuma Invicta FC Cristiane Justino, in un match valido per la categoria dei pesi Catchweight al limite dei 63,5 kg contro Leslie Smith.
Kamaru Usman avrebbe dovuto affrontare Sergio Moraes. Tuttavia, Usman venne rimosso dall'evento due settimane prima dal suo inizio per infortunio e sostituito da Luan Chagas.
L'ex campione dei pesi medi UFC Anderson Silva doveva affrontare Uriah Hall, ma quattro giorni prima dell'evento Silva venne rimosso dalla card a causa di una condizione clinica che lo portò ad effettuare un intervento per rimuovere la cistifellea.
Durante la messa in onda dell'evento, la UFC annuncio che l'ex campione ad interim dei pesi massimi UFC e il campione Pride dei pesi massimi Antônio Rodrigo Nogueira verrà introdotto nella Hall of Fame della UFC durante l' "Internetional Fight Week" che si terrà a luglio, un giorno prima dell'evento UFC 200.

## Risultati
|                                                   | Divisione            |                          |                 |                     | Metodo                                      | Round           | Tempo           | Premio          |
| Card Principale                                   | Card Principale      | Card Principale          | Card Principale | Card Principale     | Card Principale                             | Card Principale | Card Principale | Card Principale |
| ------------------------------------------------- | -------------------- | ------------------------ | --------------- | ------------------- | ------------------------------------------- | --------------- | --------------- | --------------- |
| Sfida valida per il titolo di campione indiscusso | Pesi Massimi         | Stipe Miočić             | batte           | Fabrício Werdum (c) | KO (pugno)                                  | 1               | 2:47            | POTN            |
|                                                   | Pesi Medi            | Ronaldo Souza            | batte           | Vítor Belfort       | KO Tecnico (pugni)                          | 1               | 4:38            | POTN            |
|                                                   | Catchweight 63,5 (F) | Chris Justino            | batte           | Leslie Smith        | KO Tecnico (pugni)                          | 1               | 1:21            |                 |
|                                                   | Pesi Mediomassimi    | Mauricio Rua             | batte           | Corey Anderson      | Decisione non unanime (28-29, 29-28, 29-28) | 3               | 5:00            |                 |
|                                                   | Pesi Welter          | Bryan Barberena          | batte           | Warlley Alves       | Decisione unanime (29-28, 29-28, 29-28)     | 3               | 5:00            |                 |
| Card Preliminare (Fox Sports 1)                   |                      |                          |                 |                     |                                             |                 |                 |                 |
|                                                   | Pesi Welter          | Demian Maia              | batte           | Matt Brown          | Sottomissione (rear-naked choke)            | 3               | 4:31            |                 |
|                                                   | Pesi Medi            | Thiago Santos            | batte           | Nate Marquardt      | KO (pugni)                                  | 1               | 3:39            |                 |
|                                                   | Pesi Leggeri         | Francisco Trinaldo       | batte           | Yancy Medeiros      | Decisione unanime (29-26, 30-27, 30-26)     | 3               | 5:00            | FOTN            |
|                                                   | Pesi Gallo           | John Lineker             | batte           | Rob font            | Decisione unanime (30-27, 29-28, 30-26)     | 3               | 5:00            |                 |
| Card Preliminare (UFC Fight Pass)                 |                      |                          |                 |                     |                                             |                 |                 |                 |
|                                                   | Pesi Mediomassimi    | Antônio Rogério Nogueira | batte           | Patrick Cummins     | KO Tecnico (pugni)                          | 1               | 4:52            |                 |
|                                                   | Pesi Welter          | Sergio Moraes            | batte           | Luan Chagas         | Parità non unanime (29-28, 28-29, 28-28)    | 3               | 5:00            |                 |
|                                                   | Pesi Piuma           | Renato Moicano           | batte           | Zubaira Tukhugov    | Decisione non unanime (28-29, 29-28, 29-28) | 3               | 5:00            |                 |

## Premi
I lottatori premiati ricevettero un bonus di 50.000 dollari.
Legenda:
- FOTN: Fight of the Night (vengono premiati entrambi gli atleti per il miglior incontro dell'evento)
- POTN: Performance of the Night (viene premiato il vincitore per la migliore performance dell'evento)

## Incontri Annullati
|  | Divisione    |                |        |                 | Motivo                     |
|  | ------------ | -------------- | ------ | --------------- | -------------------------- |
|  | Pesi Leggeri | Evan Dunham    | contro | Leonardo Santos | Dunham subì un infortunio  |
|  | Pesi Welter  | Sergio Moraes  | contro | Kamaru Usman    | Kamaru subì un infortunio  |
|  | Pesi Medi    | Anderson Silva | contro | Uriah Hall      | Silva ebbe problemi medici |